# Riley Fitzsimmons
Pour les articles homonymes, voir Fitzsimmons.
Riley Fitzsimmons est un kayakiste australien né le 27 juillet 1996 à Avoca Beach, en Nouvelle-Galles du Sud. Il a remporté avec Jackson Collins, Noah Havard et Pierre van der Westhuyzen la médaille d'argent du K4 500 mètres aux Jeux olympiques d'été de 2024, organisés à Paris.